# 3-й уланский полк (Австро-Венгрия)
3-й уланский полк, полное название 3-й императорский и королевский галицийский уланский полк имени эрцгерцога Карла (нем. K.u.k. Galizisches Ulanen-Regiment „Erzherzog Carl“ Nr. 3) — кавалерийский полк Императорских и королевских уланов Австро-Венгрии.

## История

### Боевой путь
Полк был образован в 1801 году на основе 1-го и 2-го уланских полков, 10-го драгунского полка имени Кинского и 13-го драгунского полка имени Евгения Савойского в Кракове. Почётным покровителем полка стал эрцгерцог Карл Тешенский (Карл Людвиг Австрийский, герцог Тешенский), имя которого полк носил до 1915 года. Полк участвовал в нескольких войнах против Наполеоновской армии.
В 1805 году 3-й уланский полк сражался в Кальдиеро (Италия), в ходе последующего отступления через Штирию участвовал в сражении при Эренхаузене. В 1809 году вёл бои в Германии: части полка сражались под Ландсхутом, Абенсбергом и Ноймарктом; у Гайерсдорфа, Ламбаха и Эбельсберга. В ходе отступления полк участвовал в боях за Блинденмаркт. В ходе Асперн-Эсслингской битвы полк оставался в резерве у Штокерау. В битве при Ваграме участвовал только дивизион полковника, в битве при Штаммерсдорфе отряд капитана графа Евгения Вратиславского провёл атаку вместе с 6-м венским добровольческим батальоном и отбил позиции. Позднее полк принял участие в боях за Шёнграбен, Холлабрунн и Зноймо. Командир полка, граф Генрих Хардегг, был награждён военным орденом Марии-Терезии. В 1813—1814 годах во время освободительного похода русской армии полк участвовал в походе в Верхнюю Италию через Фриули, сражался под Тольмино и Виллановой, а также в Минчо. Подполковник барон Вильгельм фон Менген командовал одним из подразделений в полку. Во время Ста дней Наполеона полк нёс патрульную службу на Верхнем Рейне, в сражения не вступал.
Во время революционных событий 1848—1849 годов 3-й уланский полк находился в резерве в Италии, подразделения полка приняли участие в первом сражении за Виченцу, при Соммакампанье (14 июня), за Кустоццу и Ле-Сей-Ви. В последующем походе на Милан полковник Вюсс со 2-й дивизией сражался на правом фланге, принимал участие в битве за Дзелобоун-Персико. Один эскадрон участвовал в осаде Осоппо. В 1849 году нёс службу в Пьемонте, участвовал в нескольких стычках, неся службу по охране территории. Во время австро-итало-прусской войны 5 эскадронов 3-го уланского полка несли службу в составе 8-го корпуса Северной армии, сражались под Скалицем, Кёниггрецем, Цвиттау и Тобичау.
В годы Первой мировой войны 3-й уланский полк сражался на передовой, помогая пехоте. Полк был расформирован в 1918 году, перед распадом Австро-Венгрии ему пришёл приказ вернуться в Западную Галицию. Данных о том, был ли включён личный состав полка в польскую армию, нет.

### Структура
- Подчинение: 11-й армейский корпус, 7-я кавалерийская дивизия, 20-я кавалерийская бригада[4].
- Набор рекрутов (1914 год) — Перемышль.
- Национальный состав: 69 % поляков, 26 % русинов (украинцев) и 5 % прочих национальностей[5].
- Языки: польский.

### Униформа
- 1801 год: чёрная чапка, тёмно-зелёные куртка и брюки, алые лацканы, жёлтые пуговицы
- 1809 год: алая чапка, тёмно-зелёные куртка и брюки, бордовые лацканы, жёлтые пуговицы
- 1865 год: бордовая татарка, светло-голубые мундир-уланка и брюки, бордовые лацканы, жёлтые пуговицы
- 1868 год: бордовая татарка, светло-голубая уланка, бордовые брюки и лацканы, жёлтые пуговицы
- 1876 год: бордовая чапка, светло-голубая уланка, бордовые брюки и лацканы, жёлтые пуговицы

## Гарнизоны
| I. | II. | III. |
| --- | --- | --- |
| - 1801: Тарнув - 1803—1805: Городок - 1806: Вена - 1807: Санкт-Георген - 1810: Гая - 1812: Печварад - 1813: Гюнс - 1814—1815: Линц - 1816: Надь-Тапольчан - 1828: Вена - 1829: Гроссвардайн - 1830: Рупя | - 1831: Дебрецен - 1832: Гроссвардайн - 1837: Оденбург - 1844: Кёрменд - 1848: Вена - 1849: Жатец - 1851: Химберг - 1853: Марбург, затем Баден - 1854: Бухарест - 1855: Плоешти - 1856: Кронштадт | - 1857: Мария-Терезиополь - 1859: Стульвайсенберг, затем Гроссвардайн - 1860: Арад - 1863: Германштадт - 1866: Пардубице - 1871: Нойхойзель - 1875: Штоккерау - 1877: Вена - 1879: Ланцут - 1895: Городок |

- 1914: штаб и 1-й дивизион — Краков, 2-й — Бельско.

## Командиры
- 1801: полковник Генрих Берзина фон Зигенталь
- 1805: полковник, граф Йоханн Клебельсберг
- 1809: полковник, граф Генрих Хардегг
- 1810: полковник, граф Эммануэль Менсдорф-Пули
- 1812, полковник Карл фон Гроцковский
- 1820: полковник, барон Карл Кресс фон Крессенштейн
- 1830: полковник, граф Тадеус Ледоховский-Халка[нем.]
- 1836: полковник, граф Николаус Лихтенберг
- 1843: полковник Франц Вюсс
- 1848: полковник Йозеф Батки фон Батка
- 1850: полковник, граф Фердинанд Феттер фон дер Лили
- 1854: полковник Андреас фон Пихлер
- 1859—1865: полковник, граф Йозеф Вальдштайн-Вартенберг[6][7]
- 1867: полковник, граф Максимилиан Маккеффри-Кинмор
- 1872: полковник Эмиль ван Гётем де Сент-Агат
- 1878—1879: полковник, барон Людвиг де Во[8]
- 1880: полковник Вильгельм Райхе фон Тюрехт
- 1884: полковник, барон Карл фон Мертенс
- 1891: полковник Карл Моравец фон Моранов
- 1897: полковник Эдуард фон Бём-Эрмоли
- 1903–1907: полковник Алоис Гайер фон Гайерсфельд
- 1908–1909: подполковник, барон Йозеф фон Бамберг
- 1910–1913: полковник, барон Эрих фон Диллер
- 1914: полковник Фридрих Вайсс фон Шлезенбург
- 1914: полковник Пауль Ламаич фон Пасан-Бродо[9]